# Осада Фессалоники (254)
Осада Фессалоник — успешная оборона римского города от вторгшихся с Балкан готов, произошедшая в 254 году.

## Предыстория
В 254 г. готы вторглись и разграбили римские провинции Фракия и Македония. Вокруг датировки вторжения существуют споры: Хервиг Вольфрам, Гольтц и Хартманн придерживались 254 г, в то время как Маллан и Дэвенпорт — 262,, а Дэвид Поттер — 253 или 259 г..

## Осада
Готы пытались штурмовать Фессалоники, выстроившись в плотных колоннах, но горожане отстояли свои стены. Осада была описана современным афинским историком Дексиппом, в 2010 г. в Вене был найден описывавший участие в защите города горожан фрагмент его трудов.

## Последствия
После провала осады варвары решили вторгнуться в Грецию к югу от Фермопил с целью разграбить греческие храмы,, но были побеждены.